# 201P/LONEOS
La cometa LONEOS 4, formalmente 201P/LONEOS, è una cometa periodica appartenente alla famiglia delle comete gioviane. La sua orbita ha una MOID molto piccola col pianeta Marte che può aver dato origine ad uno sciame meteorico visibile dalla sua superficie.